# NCAA Division III
NCAA Division III – najniższy z trzech szczebli rozgrywek w głównym amerykańskim systemie międzyuczelnianych zawodów sportowych, NCAA. W przeciwieństwie do sytuujących się wyżej NCAA Division I i NCAA Division II, w Dywizji III uprawianie sportu przez studentów ma charakter wyłącznie hobbystyczny i jest łączone z normalnym tokiem studiów. Uczelnie te nie oferują stypendiów sportowych, nie przyjmują także żadnych studentów wyłącznie ze względu na ich osiągnięcia sportowe. Występy ich drużyn nie są dla uczelni źródłem dochodu (gdy tymczasem uczelnie z Dywizji I czerpią znaczące zyski z praw do transmisji telewizyjnych zawodów, sprzedaży biletów itp).
Division III jest najliczniejszą z dywizji NCAA, liczącą 449 uczelni. Większość z nich stanowią szkoły małe i średnie (do 10 tysięcy studentów), które często rywalizują na tym poziomie głównie ze względu na ograniczenia finansowe. Istnieje także grupa renomowanych, dużych uczelni, które świadomie i celowo nie chcą brać udziału w przypominających sport zawodowy rozgrywkach wyższych dywizji, uważając to za sprzeczne z ich ideałami. W tej grupie znajduje się m.in. University of Chicago. Jak we wszystkich dywizjach, uczelnie są podzielone na konferencje, na poziomie których odbywa się większość zawodów. Ich triumfatorzy rywalizują następnie o tytuły mistrzowskie na szczeblu dywizji.
Aby móc przystąpić do dywizji, uczelnia musi wystawiać swoje drużyny przynajmniej w 10 dyscyplinach (przy czym zawody kobiet i mężczyzn, nawet w tym samym sporcie, są liczone jako dwie różne dyscypliny), w tym co najmniej 5 drużyn męskich i pięć kobiecych.

## Wyniki
- Zapasy